# Psara palpalis
Psara palpalis là một loài bướm đêm trong họ Crambidae.